# Sunol (Nebraska)
Sunol – jednostka osadnicza w Stanach Zjednoczonych, w stanie Nebraska, w hrabstwie Cheyenne.